# Anakoluth
Als Anakoluth (das, jünger auch der; von altgriechisch ἀνακολουθία anakolouthía, deutsch ‚Mangel an Zusammenhang‘, speziell bei Grammatikern ein „Satz, dessen Ende dem Anfang grammatisch nicht entspricht“; lateinisch anacoluthon, deutsch Satzbruch, auch Anakoluthon, Anakoluthie) bezeichnet man einen Bruch des Satzbaus oder auch Abbruch bei einem einmal begonnenen Satz. Man fängt einen Satz an, besinnt sich neu und fährt in einer Weise fort, die dem begonnenen Satz nicht entspricht, oder bricht ihn auch ab. Beispielsweise kann die grammatische Beziehung der Satzglieder gestört sein, oder ein neu hereinbrechender Gedanke stört die Folgerichtigkeit des Satzes; oft wird einfach umgeplant.
Das Anakoluth tritt insbesondere in mündlichen Äußerungen auf, kann aber auch als Stilmittel (rhetorische Figur) eingesetzt werden.

## Formen
Drei Typen lassen sich unterscheiden:
- Der Ausstieg (Aposiopese): Also ich weiß nicht … (Ausstieg aus einem begonnenen Satz = Abbruch)
- Die Retraktion: Er hat ihr einiges … alles zu verdanken. In diesem Fall wird „einiges“ nach seiner Äußerung durch „alles“ korrigiert, es findet also in der Äußerung des Satzes ein kleiner Rückschritt/Rückzug des Sprechers vor das bereits geäußerte Wort statt (= Retraktion).
- Der Umstieg von einer begonnenen Satzkonstruktion auf eine andere: Wenn jemand Geburtstag hat, … allerdings sollte man sich vorher schon fragen, was sich diejenige als Geschenk wünscht.

## Anwendung
Ein Anakoluth ist kennzeichnend für den mündlichen Stil der Alltagssprache. Im schriftlichen Ausdruck gilt es als fehlerhaft, wenn es nicht als Stilmittel eingesetzt wird.
Als rhetorische Figur verleiht das Anakoluth in der Literatur der wiedergegebenen Rede Lebhaftigkeit und Authentizität und zeigt beispielsweise die aufgeregte Stimmung oder die (niedrige) soziale Stellung des Sprechers an. Ernst Bloch widmete der Figur einige Aufmerksamkeit und bescheinigte ihr, die Fragmentierung der Welt besser abzubilden als die üblicherweise ungebrochene Schriftsprache: „Das an sich Klare kann auch in der Darstellung klar sein. […] Anders das Gärende, das sich Gebärdende, das noch im Schwange ist […] . Ihm entspricht in der Sprache das Bewegte, das Opake, der Neueinsatz, das Anakoluth. Eine solche Sprache des ,Unvollendbar‘ […] steht nicht in der Gefahr, dort Vollendung vorzuspiegeln, wo keine ist, während eine geglättete Sprache durch ihre eigene Glattheit das zu Sagende gerade verbirgt.“
Anakoluthe sind häufiges Stilmittel im Kabarett. Bekannt für ihre konsequente Anwendung ist beispielsweise Piet Klocke und waren Dieter Hildebrandt und Werner Finck.

## Beispiele
„Korf erfindet eine Mittagszeitung, / welche, wenn man sie gelesen hat, / ist man satt.“

(Die Formulierung „welche … ist man satt“ ist ein Anakoluth – der Satzbau ist an dieser Stelle falsch.)

„Sie schlägt, die Rüstung ihm vom Leibe reißend,

den Zahn schlägt sie in seine weiße Brust.“

„Es ist zwar teurer, und es ist klein.“

(Das „zwar“ wird nicht durch ein „aber …“ bzw. „doch …“ oder „dafür …“ aufgelöst.)

„Da umzingelten wir die ZONE mit Polizeikordons … und haben wahrscheinlich recht daran getan … im übrigen – ich weiß nicht, ich weiß nicht."“

(Der mit „im übrigen“ begonnene Satz müsste nach der im Deutschen üblichen Verbzweitstellung mit dem Prädikat, also „weiß“, weitergeführt werden, stattdessen wird ein neuer Satz angefangen.)